# سوپرمارکت

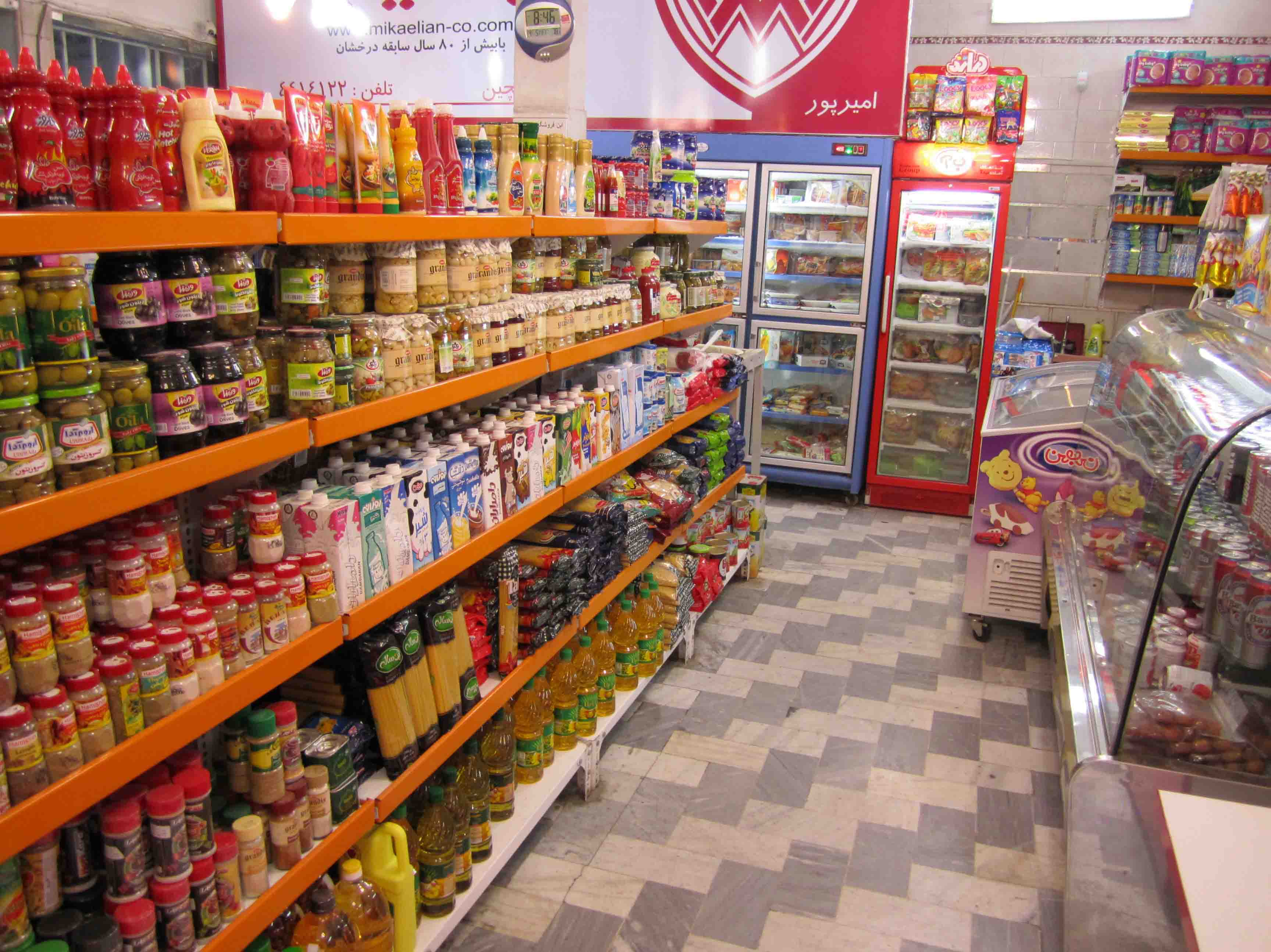
سوپرمارکتی در سوسنگرد

سوپرمارکت شکلی از خواربارفروشی ولی بزرگتر از آن است که مشتری خودش محصولات را از قفسه برمی‌دارد یا به اصطلاح سلف سرویس است. در حدود ۷۵ تا ۹۰ درصد کالاهای این مغازه‌ها محصولات غذایی هستند. اندازه سوپرمارکت‌ها معمولاً از خواربارفروشیهای سنتی بزرگترند و محصولات بیشتری می‌فروشند ولی از هایپرمارکت‌ها و سوپرسنترها کوچکترند. کالاهای سوپر مارکت‌ها عموماً گوشت، محصولات تازه و روزانه مثل نان، میوه و سبزیجات و محصولات غیر غذایی مثل شوینده‌ها و لوازم بهداشتی را در بر می‌گیرد که معمولاً در قیمت پایین عرضه می‌شوند و برای کاهش هزینه‌ها خدمات چندانی ارائه نمی‍شود و طراحی و قفسه‌بندی مغازه ساده است. این نوع از خرده فروشی‌ها در کنار مناطق مسکونی قرار دارند. بارزترین مشخصهٔ آن سلف سرویس بودن آن و عرضهٔ مواد غذایی و خانگی است.
یکی از موضوع‌های مهم در هر خانواده، سبد کالا‌های مصرفی است. دومین بخش مهم هزینه هر خانوار شهری در ایران، پس از مسکن (با سهم ۴۵ درصدی)، متعلق به محصول‌های سوپرمارکتی تند مصرف یا همان  FMCG  است. به‌طور کلی حداقل ۷۵ درصد از درآمد خانواده شهری صرف این دو گروه می‌شود.
با توجه به متوسط درآمد ماهانه هر خانوار شهری با مبلغی حدود ۳ میلیون و ۲۶۹ هزار تومان و تعداد خانوار معادل ۳/۳ نفر، مقدار ۵۷ درصد از خانوارها به‌طور متوسط تا سقف ۱۵۰ هزار تومان برای هر نفر در ماه هزینه می‌کنند؛ یعنی ۵۰۰ هزار تومان معادل سه پنجم درآمد خانوار تهرانی صرف خرید سوپرمارکتی می‌شود. از طرفی ۲۵ درصد از این جمعیت آماری دو برابر (یعنی یک میلیون تومان در ماه) صرف خرید محصول‌های سوپرمارکتی می‌کنند. مقدار ۷ درصد از خانوارهای تهرانی نیز نزدیک به ۲ میلیون تومان در ماه برای خرید محصول‌های سوپرمارکتی هزینه می‌کنند.

## تاریخچه

### در ایران

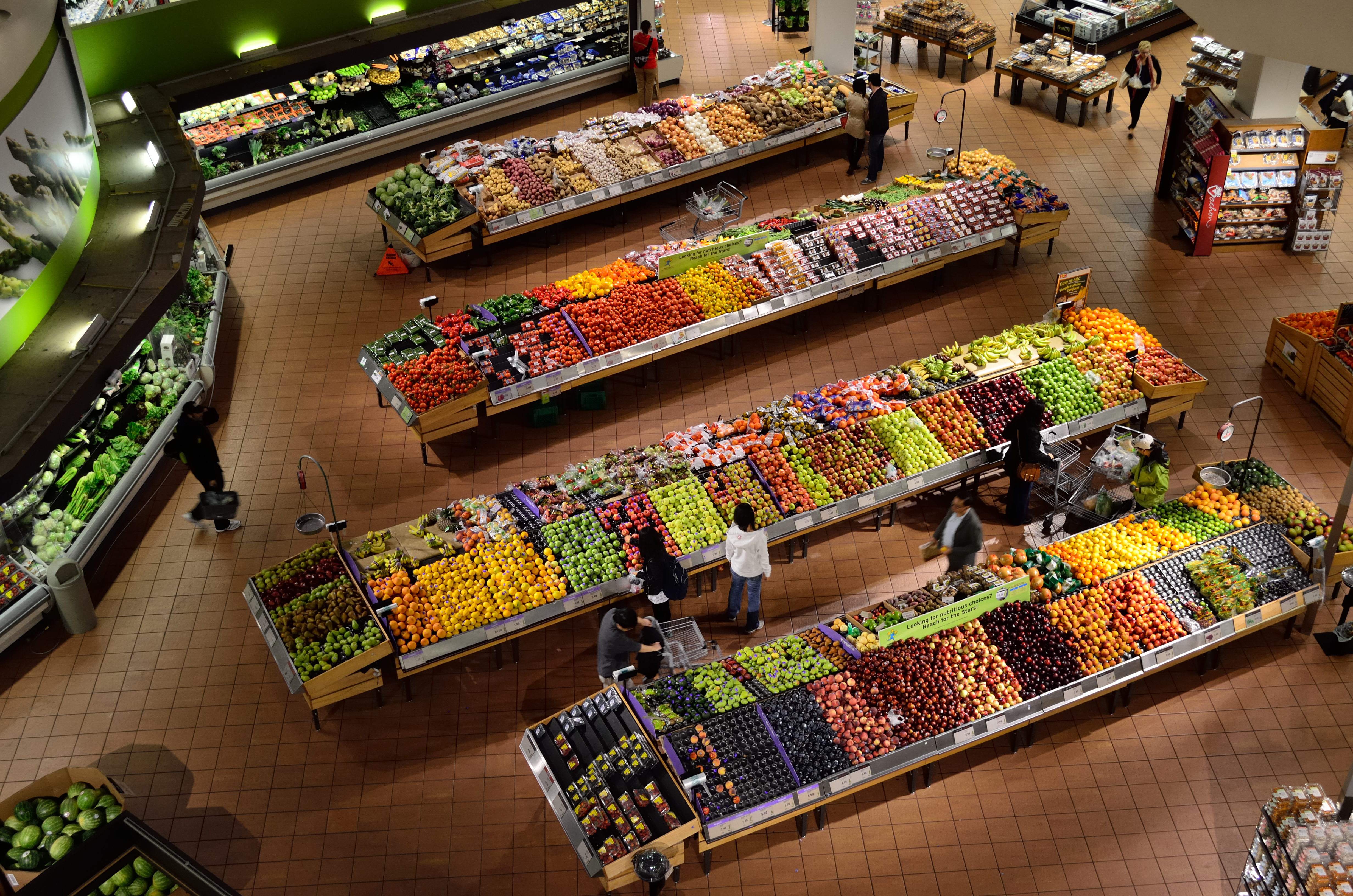
مشتریان در حال خرید میوه و سایر محصول‌ها

نخستین سوپرمارکت‌ها در ایران در دوره پهلوی و توسط مردم عادی ایران تأسیس شد؛ اما سوپرمارکت‌های به‌شکل امروزی با حمایت حکومت پهلوی تأسیس گردید.

### سوپرمارکت آنلاین
با چند سال تأخیر نسبت به کشورهای توسعه یافته، نهایتاً خرید اینترنتی در ایران به صورت کامل جاافتاده است و درصدی از مردم کالاهای مورد نیاز خود را بدون نیاز به طی مسیر در ترافیک، از طریق فروشگاه‌های آنلاین معتبر تهیه می‌کنند. فروشگاه‌های اینترنتی معتبر، که از مغازه‌های فیزیکی که ما می‌شناسیم بسیار بزرگتر هستند و خدمات بسیار بیشتری هم ارائه می‌دهند.
این فروشگاه‌ها بسیاری از کالاهای مورد نیاز را همراه با خدمات مناسبی ارائه می‌دهند و حتی این امکان را می‌دهند که کالای مورد نیاز خود را با بهترین قیمت و حتی با تخفیف درب منزل تحویل بگیرید.
به‌طور کلی سوپرمارکت‌های آنلاین به ۲ دسته کلی تقسیم‌بندی می‌شوند:
- گروه اول شامل شرکت‌هایی می‌گردد که دارای انبار و مراکز پردازش و پخش اختصاصی بوده و در کنار آن با استفاده از سیستم‌های توزیع و انبار داری بهینه شده اقدام به پردازش و ارسال سفارش‌ها به دست مصرف‌کننده‌ها می‌نمایند.

از مزایای اصلی این روش می‌توان به کیفیت بالای خدمت رسانی، امنیت در تحویل سفارش‌ها، امکان ثبت سفارش به صورت شبانه‌روزی، تحویل رایگان، تنوع بالای محصول‌ها و ارسال سریع اشاره نمود.
در ایران دیجیکالا را می‌توان به‌طور کلی یکی از بهترین نمونه‌های این نوع شرکت‌ها به‌شمار آورد که جزء برترین‌ها و اولین‌های این حوزه به حساب می‌آید.
- گروه دوم نیز شامل کسب و کارهایی می‌گردد که یا با روش‌های سنتی (به پشتوانه یک سوپر مارکت محلی) اقدام به تأسیس سوپرمارکت‌های آنلاین می‌نمایند و گروه دیگر با ایجاد یک بستر آنلاین اقدام به تجمیع سوپرمارکت‌های محلی در سطح شهر و فروش آنلاین از طریق آن‌ها می‌نمایند.

در کنار مزیت سرعت ارسال سفارش‌ها می‌توان از عدم یکپارچگی و سیستم مدیریت موجودی کالاها، پیچیدگی فرایند پیگیری خدمات پس از فروش، عدم امکان ثبت سفارش به صورت ۲۴ ساعته و … به عنوان معایب این گروه اشاره کرد.
در این حوزه کسب و کارهای بسیاری مشغول به فعالیت هستند. سوپرمارکت‌های آنلاین امروزه بیشتر در شهر تهران فعال هستند اما به تازگی سوپرمارکت‌های اینترنتی زیادی گسترش پیدا کرده اند که می توان به اسنپ مارکت، دیجی کالا، افق کوروش، تزول، سیزون، شاپر و . . . نام برد همچنین در شهرهای مشهد، اصفهان، شیراز، کرج نیز این سوپرمارکتهای آنلاین راه اندازی شده‌اند.